# Ділянка лісу (заповідне урочище, Кролевецький район)
Ділянка лісу — заповідне урочище. Розташований у межах Кролевецького району Сумської області, біля села Грузьке.
Площею 11,7 га. Заснований у 1970 році. 
Створене з метою збереження сосново-убового деревостану природного та штучного походження віком близько 100-170 років. Місце зростання типових та рідкісних видів рослин, занесених до Червоної книги України (коручка чемерникоподібна, лілія лісова). Осередок збереження та відтворення мисливської фауни.